# حارة القاع (صنعاء)
حارة القاع هي إحدى حارات حي القاع بمديرية التحرير إحد مديريات العاصمة اليمنية صنعاء، بلغ تعداد سكانها 1242 نسمة حسب تعداد اليمن لعام 2004.